# Јан-Уве Валднер
Јан-Уве Валднер (рођен 3. октобра 1965. године) је бивши шведски стонотенисер. Често је називан „Моцартом стоног тениса", и нашироко сматран као један од најбољих стонотенисера свих времена. Спортска је легенда у својој родној Шведској као и у Кини, у Кини је познат као Лао Ва („Стари Валднер") или Чанг Ћинг Шу („Евергрин"), због његове изузетне дуговечности и конкурентности.

## Биографија
Јан-Уве Валднер је рођен у Стокхолму 3. октобра 1965. године. Његов атлетски потенцијал је препознат у раном узрасту и приказан 1982. године када је, као 16-годишњак, стигао до финала Европског првенства, изгубивши од угледног леворуког саиграча Микаела Апелгрена, који је тада доживљаван као логични наследник првобитног шведског светског првака, Стелана Бенгстона. Док је још увек развијао своју игру, Валднер је, заједно са неколико других шведских играча, отпутовао у национални тренинг камп одржан у Кини, и био, како се наводи, запањен посвећеношћу и солидарношћу кинеских играча.Још од тада је тврдио да је много научио током његовог боравка тамо, и након тога је поставио циљ да успе у стоном тенису.
У Кини, држави која обожава стони тенис, он је неспорно најпознатија шведска личност, и још увек један од најпознатијих спортских личности. Током 1990-тих, био је препознатљивији у Кини од председника САД Била Клинтона. Његов часни статус и дуга каријера је довела да га на мандаринском језику називају „Евергрином" (Чанг Ћинг Шу). Сматран је од стране многих за технички најкомплетнијег играча свих времена, и готово несумњиво најуспешнијег некинеског играча који је икада живео.
Примио је Швенска Дагбладет златну медаљу 1992. године.
Године 2011. Валднер је освојио своје девето првенство Шведске против Пара Герела, који је рођен исте године када је Валднер постао првак Шведске по први пут.
Играо је за ТТЦ Рон-Шпрудел Фулда-Маберцел у немачкој Бундеслиги до маја 2012 године. У мају 2012. Штефан Фрауенхолц, председник Фулда-Маберцела, потврдио је да је Јан-Уве Валднер завршио са својим уговором у клубу. Тимо Бол: „Да ли је јучерашњи меч против нас последњи меч Јан-Уве Валднера?" односивши се на полуфинале Бундеслиге између Борусије Диселдорфа и Фулда-Маберцела.Овим је окончао своју каријеру на елитном интернационалном нивоу, са 46 година.
Године 2012. почео је да игра за Шпарвагенс БТК.
Свој последњи меч у шведској првој лиги 11. фебруара 2016, Валднер је одиграо за Ангби/Шпарваген и званично најавио пензионисање као играч.
Када се пензионисао, Валднер је играо стони тенис на елитном интенационалном нивоу више од 30 година, што је помало необично у свету стоног тениса имајући у виду да су координација рука-око и брзе реакције есенцијални. Неке младе кинеске играче против којих је недавно играо су тренирали играчи против којих је играо током 90-тих,које су тренирали играчи против којих је играо током 80-тих.
Он је један од 7 стонотенисера који су се такмичили на првих 5 Олимпијских игара откад је стони тенис уведен као олимпијски спорт 1988. године. Остали су Швеђанин Јирген Персон, Хрват Зоран Приморац, Белгијанац Жан-Мишел Саив, Мађар Жила Баторфи, Србин Илија Лупулеску, и Немац Јорг Роскопф.
Он је такође један од само 5 играча у историји стоног тениса који су постигли грен слем (победник Светског првенства и Светског купа у синглу, Олимпијско злато у синглу) (1992. године). Остали су: Лиу Голијанг, Кина(1999.), Конг Лингхуи, Кина(2000.), Жанг Жике, Кина(2012.), и Ма Лонг, Кина(2016.).

#### У популарној култури
У америчкој ТВ серији „Канцеларија", лик Двајт помиње Валднера као једног од његових хероја у епизоди „Сведочанство". Валднер се такође помиње у 10. епизоди 2. сезоне Нетфликсове оригиналне серије Бојак Хорсман.

## Олимпијске игре
- 1988 четвртфинале у синглу, четвртфинале у дублу

- 1992 златна медаља у синглу, прва рунда у дублу

- 1996 осмина финала у синглу, четвртфинале у дублу

- 2000 сребрна медаља у синглу, осмина финала у дублу

- 2004 четврто место у синглу, четвртфинале у дублу

## Светска првенства
- 1983 сребрна медаља у екипном такмичењу
- 1985 сребрна медаља у екипном такмичењу
- 1987 сребрна медаља у синглу, сребрна медаља у екипном
- 1989 златна медаља у синглу, златна медаља у екипном
- 1991 сребрна медаља у синглу, златна медаља у екипном
- 1993 бронзана медаља у синглу, златна медаља у екипном
- 1995 сребрна медаља у екипном
- 1997 златна медаља у синглу(21-0 скор у сетовима), сребрна медаља у дублу
- 1999 бронзана медаља у синглу
- 2000 златна медаља у екипном
- 2001 бронзана медаља у екипном

## Европска првенства
- 1982 сребрна медаља у синглу
- 1984 сребрна медаља у дублу
- 1986 златна медаља у дублу, златна медаља у екипном
- 1988 златна медаља у дублу, златна медаља у екипном
- 1990 златна медаља у екипном
- 1992 сребрна медаља у дублу, златна медаља у екипном
- 1994 сребрна медаља у синглу, сребрна медаља у екипном
- 1996 златна медаља у синглу, златна медаља у дублу, златна медаља у екипном
- 1998 бронзана медаља у дублу
- 2000 бронзана медаља у синглу, златна медаља у екипном
- 2002 златна медаља у екипном

## Државно првенство Шведске
- 1981 златна медаља у дублу
- 1982 златна медаља у дублу
- 1983 златна медаља у синглу
- 1984 златна медаља у синглу
- 1986 златна медаља у синглу, златна медаља у дублу
- 1987 сребрна медаља у дублу
- 1989 златна медаља у синглу, сребрна медаља у дублу
- 1991 златна медаља у синглу, златна медаља у дублу
- 1992 златна медаља у дублу
- 1993 сребрна медаља у дублу
- 1994 сребрна медаља у синглу, златна медаља у дублу
- 1996 златна медаља у синглу
- 1997 златна медаља у синглу, сребрна медаља у дублу
- 1999 златна медаља у дублу
- 2006 златна медаља у синглу
- 2010 златна медаља у синглу
- 2011 златна медаља на међународном турниру